# Srednja vas pri Šenčurju
Srednja vas pri Šenčurju – wieś w Słowenii, w gminie Šenčur. W 2018 roku liczyła 517 mieszkańców.